# كوه كنار
كوه كنار هي قرية في مقاطعة مشكين شهر، إيران. عدد سكان هذه القرية هو 169 في سنة 2006.